# Klosterbrauerei Neuzelle

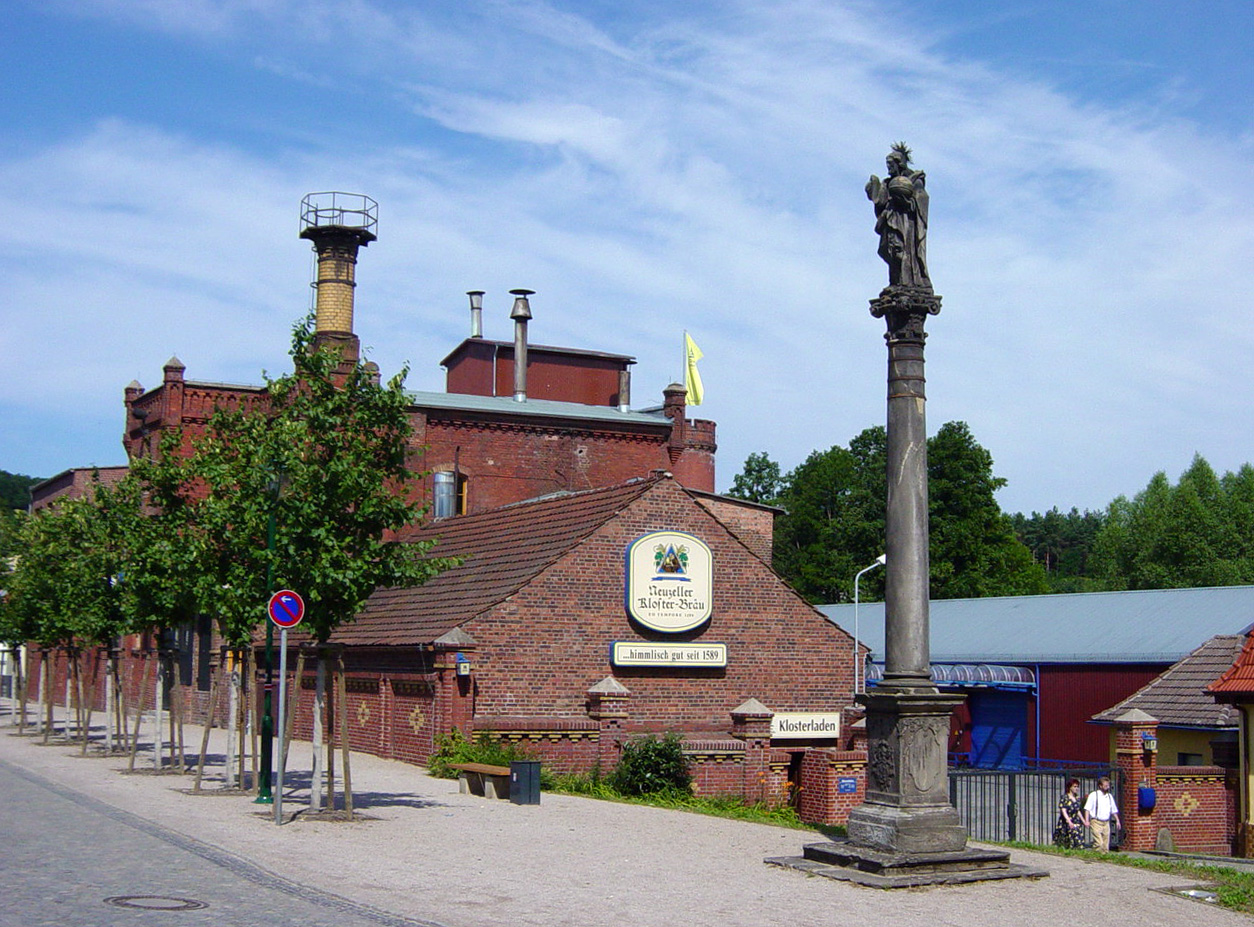
Klosterbrauerei Neuzelle

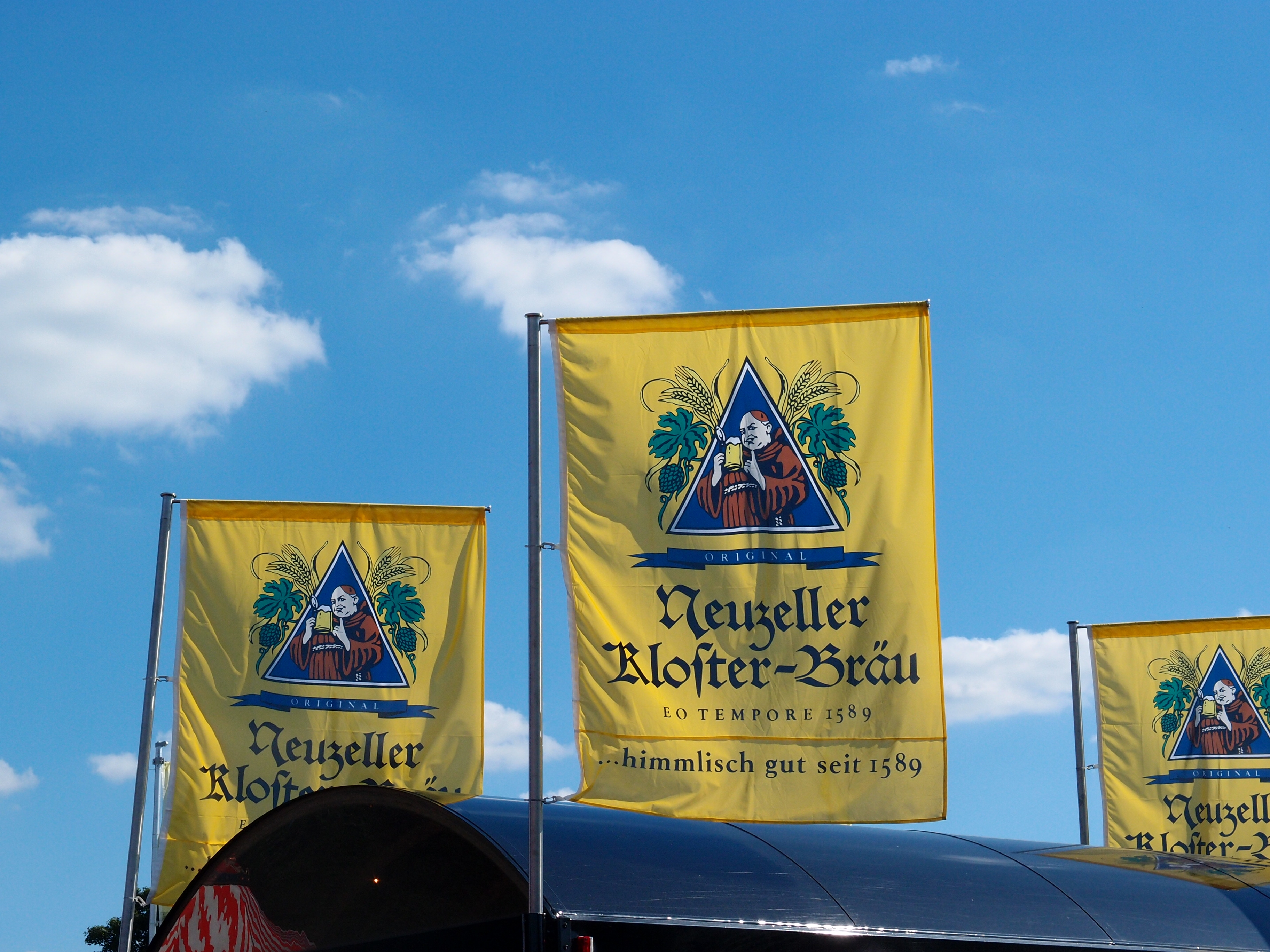
Neuzeller Kloster-Bräu …himmlisch gut seit 1589 - (Stand auf der 18. Bonner Bierbörse, Juli 2012)

Die Klosterbrauerei Neuzelle GmbH ist eine Brauerei in Neuzelle. In ihren Wurzeln geht sie auf die 1589 gegründete Brauerei des Klosters Neuzelle zurück. Hergestellt werden vor allem untergärige Spezialitäten wie das Schwarzbräu „Schwarzer Abt“, Porter und Fruchtbiere. Die Brauerei produziert mit 35 Angestellten (2025) jährlich rund 40.000 Hektoliter Bier, wovon etwa fünf Prozent exportiert werden. Geschäftsführer sind Stefan Fritsche und Patrick Fabian.

## Geschichte
Die Geschichte geht auf das Jahr 1416 zurück. In den Akten des Klosters ist vermerkt, dass die Bauern jährlich sieben Maß Hopfen als bäuerliche Zinszahlung an das Kloster abzuliefern hatten. Das ist ein Beweis, dass zu diesem frühen Zeitpunkt in Neuzelle Bier mit Hopfen gebraut wurde. Die Genehmigung zum gewerblichen Bierbrauen erhielten die Neuzeller Mönche jedoch erst 1589, als Kaiser Rudolf II. den Verkauf ihres Bieres ins Umland erlaubte. 1817 fand die Säkularisation des Klosters und der Brauerei statt. Das Brauhaus brannte bei einem schweren Brand 1892 nieder und wurde 1902 neu errichtet. Die Klosterbrauerei wurde 1948 enteignet und in Volkseigentum überführt. 1968 wurde der Firmenname in Brauerei Neuzelle geändert. Nach der Wende bekam die Brauerei ihren ursprünglichen Namen zurück und wurde 1992 als Klosterbrauerei Neuzelle GmbH wieder privatisiert.
In der folgenden Zeit gab es einen Rechtsstreit um das Produkt „Schwarzer Abt“, weil es nicht dem Reinheitsgebot entspräche, auch untergärige Biere mit Zucker zu versetzen. Die Rezeptur des Produkts „Schwarzer Abt“, die auch Zucker enthält, führte zum Brandenburger Bierkrieg, der diesem Schwarzbier zur weiten Bekanntheit verholfen hat. Die rechtliche Auseinandersetzung um die Zulässigkeit der Bezeichnung Bier zwischen der Landesregierung Brandenburg und der Brauerei wurde nach 13 Jahren Rechtsstreit durch ein Urteil des Bundesverwaltungsgerichts zugunsten der Brauerei entschieden.
1996 entstand zusammen mit dem Landhotel Kummerower Hof das „Original Badebier“, das als Wellnessbier vermarktet wird.

## Produktpalette

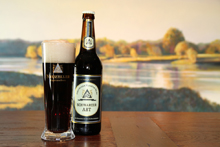
Schwarzer Abt

Klosterbiere
- Schwarzer Abt
- Neuzeller Pilsner,
- Neuzeller Bock,
- Neuzeller Porter,[2]
- Neuzeller Malz

Fruchtbiere
- Ginger Bier
- Himbeer Bier
- Kartoffelbier
- Kirsch Bier
- Radler Fritz
- Spargel Bier

Gourmetbiere
- Closter Zell
- Enki Bier
- Goumet Pilsner
- Winzerbier
- Lebensfreude glutenfrei

Alkoholfreie Getränke
- BOA (Bier ohne Alkohol)
- Himmelskräuter
- Himmelspforte
- Klosterbrunnen

Sonderabfüllungen
- Kirsch Royal 0,75 l
- Bière du Gourmet 0,75 l
- Schwarzer Abt 2,0 l
- Neuzeller Pilsner 2,0 l

## Sonstiges
Die Brauerei hat 22 Jahre lang jedes Jahr zu Christi Himmelfahrt den Bibulibustag veranstaltet. Diesem wurde 2016 ein Ende gesetzt und stattdessen der Klostermarkt am 5. Mai eingeführt, der sich jährlich wiederholt.
Im Februar 2023 stellte sie als Weltneuheit nach jahrelanger Entwicklungsarbeit ein aus dextrinreichem Bier gewonnenes Pulver vor, mit dem durch bloßes Mischen mit kohlensäurehaltigem Wasser ein alkoholfreies „bierähnliches Getränk“ hergestellt werden kann, von der Brauerei „Dryest Beer“ („Trockenstes Bier“) genannt.